# Andrew Casson
Andrew J. Casson (* 1943) ist ein britischer Mathematiker, der sich mit geometrischer Topologie beschäftigt.

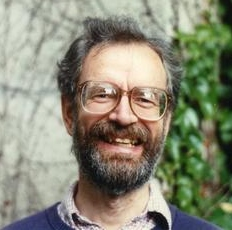
Andrew Casson (1991)

## Leben
Casson studierte an der Universität Liverpool bei C. T. C. Wall und ging dann an die Universität Cambridge, wo er Fellow des Trinity College wurde. Danach war er Professor in Cambridge, 1981 bis 1986 an der University of Texas at Austin, 1986 bis 1999 an der University of California, Berkeley und seit 2000 an der Yale University, wo er 2004 bis 2007 Vorsitzender des Mathematik Departments war.
Um 1967 widerlegten er und Dennis Sullivan die „Hauptvermutung“ über die eindeutige Triangulierbarkeit topologischer Mannigfaltigkeiten (aufgestellt von Ernst Steinitz und Heinrich Tietze, 1908), die die eindeutige Triangulierbarkeit von triangulierbaren topologischen Mannigfaltigkeiten behauptete. Sie fanden eine Obstruktion in höheren (fünf und mehr) Dimensionen (erste Gegenbeispiele in Dimension 8 fand John Milnor 1961). Für bis zu drei Dimensionen ist sie dagegen richtig (Edward Brown 1963). Cassons Arbeit sollte ursprünglich seine Dissertation bei Wall in Liverpool werden, er reichte sie dann aber als Qualifikation für die Fellowship des Trinity College ein (formal promovierte er nie).
Nach ihm sind die ganzzahlige Casson-Invariante für 3-Mannigfaltigkeiten und die Casson-Henkel in der Theorie topologischer 4-Mannigfaltigkeiten benannt. Casson-Henkel sind gewisse 2-Henkel in 4 Dimensionen, sie wurden von Michael Freedman in seiner fundamentalen Arbeit zur Klassifikation einfach zusammenhängender topologischer 4-Mannigfaltigkeiten von 1982 benutzt und von ihm stammt auch der Name.
Er setzte unabhängig von David Gabai mit Douglas Jungreis den Schlussstein zum Beweis der Seifert-Faserraum-Vermutung, aufbauend auf Arbeiten von Geoffrey Mess (seinem ehemaligen Doktoranden), Pekka Tukia und anderen.
Casson ist Fellow der Royal Society. 1991 erhielt er den Oswald-Veblen-Preis. 1986 war er Invited Speaker auf dem Internationalen Mathematikerkongress in Berkeley (A survey of recent developments in 3-dimensional topology) und 1978 in Helsinki (Knot cobordism).

## Schriften
- „The Hauptvermutung book“, PDF-Datei, mit der Dissertation von Casson von 1967 für die Fellowship des Trinity College (1,46 MB)